# Bruce Irvin
Bruce Pernell Irvin, Jr. (* 1. November 1987 in Atlanta, Georgia) ist ein US-amerikanischer American-Football-Spieler auf der Position des Defensive End (früher auch Outside Linebacker). Zuletzt spielte er für die Miami Dolphins in der National Football League (NFL). Im NFL Draft 2012 wurde er von den Seattle Seahawks als 15. Spieler ausgewählt. Nach der Saison 2013 gewann er mit den Seahawks den Super Bowl XLVIII.

## College
Bevor Irvin 2010 zur West Virginia University (WVU) kam, spielte er bei zwei anderen Colleges. Begonnen hatte er auf dem Butler Community College, von wo aus er auf das Mt. San Antonio College wechselte.

## NFL

### Seattle Seahawks
Irvin wurde am 26. April beim NFL Draft 2012 in der ersten Runde als 15. Spieler von den Seattle Seahawks ausgewählt. Er war damit der höchstgedraftete Spieler der WVU seit Adam Jones 2005. Am 9. Mai unterschrieb er einen Vierjahresvertrag über garantierte 9,342 Millionen $ und einen Abschlussbonus (Signing Bonus) von über 5 Millionen. Er war damit der erste der 32 Erstrundenpicks, der einen Vertrag bei seinem Team unterschrieb.
2013 geriet er in die Kritik, als er des Dopings überführt wurde, wofür die NFL ihn für vier Spielen sperrte.
Im selben Jahr schulten die Seahawks Irvin von einem Defensive End auf die Position des Linebacker um. In der gleichen Saison wurde Irvin mit den Seahawks Sieger des Super Bowl XLVIII.
2014 spielte er in 15 Spielen als Starter und erzielte insgesamt zwei Touchdowns. Im Super Bowl XLIX wurde er in den letzten 20 Sekunden vom Spiel ausgeschlossen, nachdem er mit Rob Gronkowski eine Schlägerei begann, für welche er eine Geldstrafe von 10.000 $ bekam. Er war damit der erste Spieler, welcher bei einem Super Bowl einen Platzverweis bekam.

### Oakland Raiders
Am 9. März 2016 verpflichten die Oakland Raiders Bruce Irvin. Sein Vertrag mit einer Laufzeit von vier Jahren hat einen Wert von 37 Millionen US-Dollar. In seiner ersten Saison bei den Raiders erzielte er 57 Tackles, sieben Sacks und sechs erzwungene Fumbles. 2017 erzielte er 58 Tackles, acht Sacks und vier erzwungene Fumbles. Zur Saison 2018 sollte er wieder als Defensive End eingesetzt werden. Anfang November 2018 entließen die Raiders Irvin jedoch.

### Atlanta Falcons
Am 7. November 2018 unterschrieb Irvin einen Vertrag bei den Atlanta Falcons. Hier spielte er in acht Spielen, drei von Beginn an, wobei er 3,5 Sacks erzielte.

### Carolina Panthers
Am 19. März 2019 unterzeichnete Bruce Irvin einen Einjahresvertrag bei den Carolina Panthers.

### Seattle Seahawks
Am 23. April 2020 wechselte Irvin zurück zu den Seattle Seahawks. Am zweiten Spieltag zog er sich einen Kreuzbandriss zu und fiel damit für den Rest der Saison aus.

### Chicago Bears
Im November 2021 nahmen die Chicago Bears Irvin für ihren Practice Squad unter Vertrag.

### Seattle Seahawks
Im Oktober 2022 nahmen die Seattle Seahawks Irvin in ihren Practice Squad auf, ab dem siebten Spieltag stand er im Kader und ab Woche 8 wurde er zum Starter.

### Detroit Lions
Am 14. November 2023 nahmen die Detroit Lions Irvin zunächst für ihren Practice Squad unter Vertrag. Er kam in zwei Spielen zum Einsatz, bevor er am 3. Januar 2024 entlassen wurde.

### Miami Dolphins
Kurz nach seiner Entlassung in Detroit nahmen die Miami Dolphins Irvin für ihr Play-off-Spiel gegen die Kansas City Chiefs unter Vertrag. Nach der Niederlage in diesem Spiel und dem daraus resultierenden Saisonende der Dolphins lief Irvins Vertrag aus.